# حمیدرضا شاه‌آبادی
حمیدرضا شاه‌آبادی، نویسنده و پژوهشگر تاریخ معاصر ایران، در تاریخ ۳ خرداد ۱۳۴۶ در تهران به دنیا آمد. او از جمله نویسندگان برجسته و صاحب سبک در حوزه ادبیات کودک و نوجوان به‌شمار می‌رود و آثارش به دلیل عمق تاریخی و اجتماعی‌شان مورد توجه قرار گرفته‌اند. شاه‌آبادی تحصیلات خود را در رشته تاریخ در دانشگاه تبریز به پایان رساند و از آن زمان به نوشتن داستان و پژوهش در زمینه تاریخ پرداخت.

## زندگی

حمیدرضا شاه آبادی در جشن رونمایی و امضای کتاب تابوت سرگردان

نوشتن را از جوانی و بدون آموزش خاصی و با داستان کوتاه آغاز کرد. بعدها داستان‌نویسی را وسعت داد و چند نمایش‌نامه نوشت و چند فیلم کوتاه را هم ساخت. اولین داستان اش به نام قبل از باران در یک مجله هفتگی چاپ شد. پس از مدتی پژوهش در تاریخ را آغاز کرد و سعی کرد با بهره‌گیری از تاریخ و سرگذشت‌ها شخصیت‌ها و داستان‌هایی را روی صفحه بیاورد که به حقیقت و روایت تاریخ نزدیک تر باشد. او همچنین در زمینه پژوهش‌های تاریخی فعالیت‌های زیادی انجام داده و مقالات متعددی در این زمینه منتشر کرده است.
وی آثار مکتوب بسیاری دارد که از جملهٔ آن‌ها دیلماج و لالایی برای دختر مرده است. برخی از آثار او به ویژه در زمینه ادبیات نوجوان، به دلیل پرداختن به موضوعات اجتماعی و تاریخی، مورد استقبال قرار گرفته است. او وضعیت ادبیات معاصر را مطلوب ارزیابی نمی‌کند و آرمان خواهی را سرلوحه فعالیت‌هایش قرار داده است.
حمیدرضا شاه آبادی به عنوان دبیر علمی هشتمین دوره جشنواره کتاب برتر در سال ۱۳۹۴ انتخاب شد. همچنین به او عضویت در هیئت نظارت بر اجرای ضوابط نشر کتاب کودکان و نوجوانان پیشنهاد شد که وی آن را نپذیرفت.ایشان در سال ۱۳۹۹ هجری شمسی با رای بالای اعضا برای دومین دور پیاپی به عضویت هیئت مدیره ی انجمن نویسندگان کودک و نوجوان درآمدند.
وی در سال ۱۳۹۸ هجری شمسی برای رمان «دروازه مردگان» برنده جایزه کتاب سال جمهوری اسلامی ایران شد. همچنین در سال ۲۰۲۰ میلادی از سوی انجمن نویسندگان کودک و نوجوان و کانون پرورش فکری کودکان و نوجوانان و در سال ۲۰۲۱ میلادی از سوی کانون پرورش فکری کودک و نوجوان به عنوان کاندیدای جایزه ادبی آسترید لیندگرن معرفی شد.
حمیدرضا شاه‌آبادی با آثارش نه تنها به ادبیات کودک و نوجوان ایران غنا بخشیده، بلکه با نگاهی عمیق به تاریخ و مسائل اجتماعی، سعی در ایجاد آگاهی و تفکر در میان نسل جوان دارد. او به عنوان یک نویسنده متعهد، همواره در پی ارتقاء سطح ادبیات و فرهنگ جامعه است و آثارش می‌تواند منبع الهام بخشی برای نویسندگان و پژوهشگران آینده باشد.

## آثار
- دیلماج نشر افق ۱۳۸۵، کاندیدای جایزه روزی روزگاری، برنده لوح تقدیر جایزه ادبی واو رمان متفاوت، برنده جایزه شهید غنی پور
- لالایی برای دختر مرده، انتشارات افق ۱۳۸۶، برنده جایزه اول جشنواره کتاب کودک و نوجوان، لوح تقدیر شورای کتاب کودک، لوح تقدیر جشنواره کتاب برتر، کتاب برگزیده کتابخانه بین‌المللی مونیخ، منتخب نظرسنجی روزنامه اعتماد به عنوان بهترین رمان نوجوان دهه هشتاد
- اعترافات غلامان (رمان نوجوان) کانون پرورش فکری کودکان و نوجوانان ۱۳۸۹، برنده جایزه اول جشنواره کتاب کودک و نوجوان، جایزه اول جشنواره سلام بچه‌ها، جشنواره قصه‌های قرآنی، کتاب سال رضوی، جشنواره بین‌المللی امام رضا، جشنواره شهید غنی پور
- وقتی مژی گم شد (رمان نوجوان) کانون پرورش فکری کودکان و نوجوانان ۱۳۹۱، جایزه اول جشنواره کتاب رشد
- افسانه تیرانداز جوان، کتاب برگزیده کتابخانه بین‌المللی مونیخ
- هیچ‌کس جرئتش را ندارد (رمان نوجوان) کانون پرورش فکری کودکان ونوجوانان ۱۳۹۲، جایزه اول جشنواره کتاب کودک و نوجوان[۱]
- دایره زنگی (مجموعه داستان کوتاه) انتشارات کمان ۱۳۸۰
- موزی که می‌خندید (کتاب تصویری) نشر افق
- کافه خیابان گوته (رمان) نشر افق ۱۳۹۴
- دروازهٔ مردگان (مجموعه رمان) نشر افق ۱۳۹۸
- کابوس‌های خنده‌دار (رمان) نشر افق ۱۴۰۰
- تابوت سرگردان (رمان) نشر افق ۱۴۰۳

## مقاله‌ها و پژوهش‌ها
- تاریخ آغازین فراماسونری در ایران؛ (دو جلد) انتشارات سوره مهر ۱۳۷۶
- مقدمه بر ادبیات کودک؛ (بحثی در تحول تاریخی مفهوم کودکی) کانون پرورش فکری کودکان و نوجوانان ۱۳۸۲ - حاصل پژوهش در کتابخانه بین‌المللی مونیخ
- نهضت مشروطه؛ (از مجموعه تاریخ فکر ایرانی) انتشارات افق ۱۳۸۲، لوح تقدیر شورای کتاب کودک
- از آرمان تا واقعیت؛ مقایسه تطبیقی کتاب «احمد» از طالبوف تبریزی و کتاب «امیل» از ژان ژاک روسو
- در فقدان کودکی؛ بررسی وضعیت کودکان ایرانی در دوره قاجار
- زمینه‌های تاریخی خلق؛ کتاب «پیتر شلخته» اثر هاینریش هافمن (مقاله به زبان انگلیسی) حاصل تحقیق در کتابخانه بین‌المللی مونیخ

## پیون به بیرون
- تازه‌ترین رمان حمیدرضا شاه‌آبادی با عنوان «تابوت سرگردان» می‌آید
- متفاوت‌ترین رمان «حمیدرضا شاه‌آبادی» به نمایشگاه کتاب تهران می‌رسد
- «حمیدرضا شاه‌آبادی» دبیر جشنواره کتاب برتر شد
- حمیدرضا شاه‌آبادی مطرح کرد:سپردن میدان به اهل جنجال و ادعا
- شاهآبادی: زندگی در غرفههای کودک و نوجوان موج می‌زند
- حمیدرضا شاه‌آبادی